# 濱城站
濱城站位於越南胡志明市第一郡濱城坊，是胡志明市都市鐵路1號線的起點車站。 2024年12月22日正式啟用。

## 車站結構

### 歷史
本站開工於2012年尾，至2024年12月22日與胡志明市都市鐵路1號線一同正式啟用。濱城站是一座深約21米的地下車站，1號線自該站沿黎利路方向延伸515米至市劇院站。

### 車站樓層
全站除地面層外共設有四層，包括：
- G層（地面層）：出入口及廣場區域。
- B1層（地下一層）：延伸至市劇院站的地下層，分為售票區、商業區、技術設備區、閘機區。
- B2層（地下二層）：L1 1號線、L3A 3A號線乘車區及技術設備區。
- B3層（地下三層）：L4 4號線乘車區及技術設備區。
- B4層（地下四層）：L2 2號線乘車區。

除了換乘各線的功能外，該站亦有商業服務系統，建設投資資金為68.65億越南盾。

### 站線佈置
| G        | 地面                                                                                        | 出入口                                                                                 |
| B1       | 地下一層                                                                                    | 售票區、商業區、技術設備區、閘機區                                                     |
| B2       | 地下二層                                                                                    | 技術設備區                                                                             |
| 月臺     | 月臺 1                                                                                      | L1 1號線 仙泉客運站方向 （下站：市劇院） →                                             |
| 島式月臺 |                                                                                             |                                                                                        |
| 月臺 2   | L1 1號線 仙泉客運站方向 （下站：市劇院） → ← L3A 3A號線（規劃中）新堅方向（下站：太平市場） |                                                                                        |
| B3       | 地下三層                                                                                    | 技術設備區                                                                             |
| 月臺     | 月臺 3                                                                                      | L4 4號線（規劃中）盛春方向 （下站：龜湖） →                                            |
| 島式月臺 |                                                                                             |                                                                                        |
| 月臺 4   | ← L4 4號線（規劃中）合福碼頭方向 （下站：黃耀）                                             |                                                                                        |
| B4 月臺  | 月臺 5                                                                                      | ← L2 2號線（興建中）糾支方向（下站：騷壇） L2 2號線（興建中）首添方向 （下站：咸宜） → |
| 島式月臺 |                                                                                             |                                                                                        |
| 月臺 6   | ← L2 2號線（興建中）糾支方向 （下站：騷壇）                                                 |                                                                                        |

### 出入口
濱城站目前共設有6個出入口。
|      |      |      |                            |                  |
| 編號 | 设施 | 照片 | 出口指示                   | 建議前往的目的地 |
| 1    |      |      | 黎來街、范鴻泰街、阮氏義街 |                  |
| 2    |      |      | 黎來街、張定街、范鴻泰街   |                  |
| 3    |      |      | 黎來街、潘周楨街、黎聖宗街 |                  |
| 4    |      |      |                            |                  |
| 5    |      |      | 陳興道街、咸宜街、傅德正街 |                  |
| 6    |      |      | 黎來街、黎利街、黃叔沆街   |                  |
|      |      |      |                            |                  |

## 鄰近地點
- 濱城市場
- 胡志明市美術館
- Bitexco金融塔
- 西貢綜合醫院
- 郭氏莊廣場
- 西貢鐵路運輸股份公司總部
- 9月23日公園
- 新世界飯店
- 西貢中心
- 西貢一塔
- 咸宜路轉乘樞紐